# Santa Maria di Sala
Santa Maria di Sala es una localidad y comune italiana de la provincia de Venecia, región de Véneto, con 16.267 habitantes.

## Evolución demográfica
| Gráfica de evolución demográfica de Santa Maria di Sala entre 1861 y 2001 |
|                                                                           |
| Fuente ISTAT - elaboración gráfica de Wikipedia                           |